# Gran Premio del Belgio 1983
Il Gran Premio del Belgio 1983 è stata la sesta prova della stagione 1983 del Campionato mondiale di Formula 1. Si è corsa domenica 22 maggio 1983 sul Circuito di Spa-Francorchamps. La gara è stata vinta dal francese Alain Prost su Renault; per il vincitore si trattò del settimo successo nel mondiale. Ha preceduto sul traguardo il connazionale Patrick Tambay su Ferrari e lo statunitense Eddie Cheever, anch'egli su Renault.

## Vigilia

### Sviluppi futuri
La Renault annunciò che avrebbe rifornito il motore, per la stagione 1984, alla sua connazionale Ligier.

### Aspetti tecnici
Solo a febbraio venne confermato il Circuito di Spa-Francorchamps quale sede del Gran Premio del Belgio, al posto del tracciato di Zolder. Spa aveva già ospitato il Gran Premio tra il 1950 e il 1970 (ultima vittoria di Pedro Rodríguez su BRM), su un tracciato da oltre 14 chilometri, prima di essere sostituito da Nivelles, in due occasioni, e da Zolder. Ora la gara veniva disputata su un tracciato accorciato a 6,949 km.
Alla fine degli anni settanta la direzione dell'autodromo di Spa decise di costruire un nuovo tracciato semipermanente, che continuava a usare i tratti di viabilità ordinaria dalla curva di Blanchimont sino alla fine del rettilineo del Kemmel, uniti dal vecchio tornante de La Source e da una nuova bretella permanente che collegava le altre due estremità rimaste del vecchio circuito creando così un tracciato adeguato agli standard di sicurezza richiesti.
Inaugurata nel 1979, la "nuova" pista venne ritoccata per il 1980 mediante l'inserimento di una nuova doppia chicane denominata Bus stop, in quanto situata in prossimità di una fermata degli autobus di linea tra la curva di Blanchimont e il tornante de La Source. In quegli stessi anni, nuovi box per la Formula 1 furono costruiti poco prima di quest'ultima curva, conseguenza della creazione di una linea di partenza per le monoposto della massima categoria automobilistica i cui regolamenti, nel frattempo, richiedevano ai circuiti che la zona di partenza fosse situata in piano (requisito che il vecchio rettilineo dei box di Spa, tuttora in uso per le altre categorie, non possedeva).
Durante dei test, effettuati un mese prima della gara, il più rapido fu Andrea De Cesaris che completò un giro in circa 2 minuti e sette secondi.
Vista la struttura moderna vennero nuovamente permessi i rifornimenti in gara, vietati nella precedente gara di Monaco.
Sulla Tyrrell di Michele Alboreto venne testato il nuovo propulsore della Cosworth, il DFY: tale nuovo motore, progettato in collaborazione con Mario Illien, disponeva di una potenza aumentata a 540 cv, era stato alleggerito rispetto al tradizionale DFV, e godeva di una diversa disposizione delle valvole. L'Alfa Romeo modificò le turbine del proprio motore turbo, mentre la Lotus si presentò con un alettone posteriore supplementare, montato però solo sulla 93T, vettura a motore turbo affidata a Elio De Angelis.

### Aspetti sportivi
Il pilota belga Thierry Boutsen sostituì, all'Arrows, il brasiliano Chico Serra. Il belga, all'esordio nella massima formula, aveva colto, nelle stagioni precedenti, diversi piazzamenti nel Campionato europeo di Formula 2, cogliendo due volte il secondo posto nel campionato e una volta il terzo.
Non si concretizzò invece l'esordio nel mondiale per la Spirit, scuderia britannica che disponeva di una monoposto a motore Honda, con cui proprio il pilota belga aveva corso in F2.

## Qualifiche

### Resoconto
Nella prima giornata di prove il più veloce fu Alain Prost, che superò, nel suo giro migliore, la media dei 200 km/h. Il pilota della Renault precedette Patrick Tambay e Andrea De Cesaris. Il dominio delle vetture turbo fu ampio, tanto che il primo pilota a classificarsi, non disponendo che di un motore a pressione atmosferica, fu Keke Rosberg, nono, staccato di oltre tre secondi.
Al sabato la pioggia e il freddo non consentirono ai piloti di migliorare le prestazioni ottenute di venerdì. Alain Prost fece così sua la pole position, la decima per lui nel mondiale, la trentesima per la Renault. La prima fila venne completata dal connazionale Patrick Tambay, mentre la seconda fu mantenuta da Andrea De Cesaris e Nelson Piquet. L'altro pilota della Renault, Eddie Cheever, fu il più rapido del sabato, in oltre 2'25".
Le condizioni del tracciato, in caso di pioggia, vennero duramente criticate dai piloti, che minacciarono anche di non prendere parte alla gara qualora alla domenica si fossero ripresentate le stesse condizioni del sabato. Cheever sfiorò un incidente con una Toleman per la scarsa visibilità, e Niki Lauda segnalò la pericolosità delle pozze d'acqua sulla pista. Si decise di rinviare la decisione in merito alla tenuta del gran premio alla domenica, dopo il warm up.

### Risultati
Nella sessione di qualifica si è avuta questa situazione:
| Pos                     | Nº | Pilota             | Costruttore             | Tempo    | Griglia |
| ----------------------- | -- | ------------------ | ----------------------- | -------- | ------- |
| 1                       | 15 | Alain Prost        | Renault                 | 2'04"615 | 1       |
| 2                       | 27 | Patrick Tambay     | Ferrari                 | 2'04"626 | 2       |
| 3                       | 22 | Andrea De Cesaris  | Alfa Romeo              | 2'04"840 | 3       |
| 4                       | 5  | Nelson Piquet      | Brabham-BMW             | 2'05"628 | 4       |
| 5                       | 28 | René Arnoux        | Ferrari                 | 2'05"737 | 5       |
| 6                       | 6  | Riccardo Patrese   | Brabham-BMW             | 2'06"137 | 6       |
| 7                       | 9  | Manfred Winkelhock | ATS-BMW                 | 2'06"264 | 7       |
| 8                       | 16 | Eddie Cheever      | Renault                 | 2'07"294 | 8       |
| 9                       | 1  | Keke Rosberg       | Williams-Ford Cosworth  | 2'07"975 | 9       |
| 10                      | 29 | Marc Surer         | Arrows-Ford Cosworth    | 2'08"587 | 10      |
| 11                      | 2  | Jacques Laffite    | Williams-Ford Cosworth  | 2'09"153 | 11      |
| 12                      | 23 | Mauro Baldi        | Alfa Romeo              | 2'09"225 | 12      |
| 13                      | 11 | Elio De Angelis    | Lotus-Renault           | 2'09"310 | 13      |
| 14                      | 33 | Roberto Guerrero   | Theodore-Ford Cosworth  | 2'09"322 | 14      |
| 15                      | 8  | Niki Lauda         | McLaren-Ford Cosworth   | 2'09"475 | 15      |
| 16                      | 36 | Bruno Giacomelli   | Toleman-Hart            | 2'09"706 | 16      |
| 17                      | 3  | Michele Alboreto   | Tyrrell-Ford Cosworth   | 2'09"739 | 17      |
| 18                      | 30 | Thierry Boutsen    | Arrows-Ford Cosworth    | 2'09"876 | 18      |
| 19                      | 12 | Nigel Mansell      | Lotus-Ford Cosworth     | 2'09"924 | 19      |
| 20                      | 7  | John Watson        | McLaren-Ford Cosworth   | 2'10"318 | 20      |
| 21                      | 25 | Jean-Pierre Jarier | Ligier-Ford Cosworth    | 2'11"354 | 21      |
| 22                      | 35 | Derek Warwick      | Toleman-Hart            | 2'11"474 | 22      |
| 23                      | 4  | Danny Sullivan     | Tyrrell-Ford Cosworth   | 2'11"683 | 23      |
| 24                      | 31 | Corrado Fabi       | Osella-Ford Cosworth    | 2'11"734 | 24      |
| 25                      | 34 | Johnny Cecotto     | Theodore-Ford Cosworth  | 2'11"860 | 25      |
| 26                      | 26 | Raul Boesel        | Ligier-Ford Cosworth    | 2'12"310 | 26      |
| Vetture non qualificate |    |                    |                         |          |         |
| NQ                      | 32 | Piercarlo Ghinzani | Osella-Alfa Romeo       | 2'13"738 | NQ      |
| NQ                      | 17 | Eliseo Salazar     | RAM-March-Ford Cosworth | 2'18"696 | NQ      |

## Gara

### Resoconto
Il cielo era nuvoloso alla partenza, ma la temuta pioggia non fece la sua comparsa durante la gara. Poco prima del via i commissari sventolarono bandiere gialle per indicare i problemi tecnici di Eddie Cheever e Keke Rosberg. I piloti delle prime file però presero il via comunque, con Andrea De Cesaris presto al comando, davanti a Alain Prost e Patrick Tambay. La partenza venne annullata e tutte le vetture si riportarono lentamente sulla griglia di partenza. Sulla vettura di Prost venne effettuato anche un rabbocco del carburante, nel timore che la benzina non fosse più sufficiente a terminare il gran premio, in quanto la direzione di gara aveva inizialmente annunciato che la distanza da coprire sarebbe sempre rimasta di 42 giri. La corsa riprese dopo 5 minuti, però accorciata, nella lunghezza, di due giri, vista la necessità di compiere un nuovo giro di formazione.
Al secondo via De Cesaris fu ancora lesto a porsi al comando al primo tornante, precedendo Alain Prost, Patrick Tambay e René Arnoux. Nel corso del primo giro si ritirò Riccardo Patrese, partito sesto, per un problema al motore. De Cesaris manteneva comodamente la testa, mentre Arnoux si vide messo sotto pressione da Nelson Piquet e Manfred Winkelhock. Il tedesco però, al 12 giro, fu costretto a una sosta ai box, per dei problemi tecnici, e scivolò fuori dalla zona dei punti.
Al giro 17 Nelson Piquet passò Arnoux all'Eau Rouge. Iniziano anche i primi cambi gomme. De Cesaris però fu penalizzato da alcune difficoltà dei suoi meccanici, e ripartì solo sesto, a venticinque secondi da Prost (ai box l'italiano impiegò oltre 25 secondi, contro i 22 di Prost). Dopo di lui toccò anche ad Arnoux, che ripartì settimo. Un giro dopo andarono ai box anche Rosberg e Cheever, che rientrarono ottavo e sesto, con Jacques Laffite, in mezzo a loro.
La gara di Manfred Winkelhock terminò al ventunesimo passaggio, quando la sua ATS perse la ruota posteriore destra prima della curva Pouhon. La vettura uscì di pista, ma il pilota rimase illeso. Anche Patrick Tambay effettuò il suo cambio gomme, e rientrò quarto. Alain Prost comandava la gara, davanti a Nelson Piquet e Andrea De Cesaris. Prost perse il comando per un solo giro, dopo il suo pit stop: ritornò in pista comunque secondo. Nello stesso passaggio, al giro 23, si ritirò Arnoux.
Un giro dopo, vi fu il cambio gomme di Piquet: il brasiliano della Brabham recuperò, al rientro in pista, il terzo posto, dietro a De Cesaris, ma davanti a Tambay. La corsa dell'italiano dell'Alfa Romeo terminò poco dopo, per un guasto al motore, mentre Prost rischiò di uscire di pista, nel tentativo di doppiare Danny Sullivan.
La classifica rimase immutata fino al giro 34, quando, per un problema al cambio, Nelson Piquet dovette cedere la posizione a Patrick Tambay, e si trovò minacciato da Eddie Cheever. Quattro giri dopo anche il pilota della Renault passò il brasiliano, sul lungo rettilineo del Kemmel.
Alain Prost conquistò la sua settima vittoria, davanti a Patrick Tambay ed Eddie Cheever. All'ultimo giro Derek Warwick strappò la settima posizione a Bruno Giacomelli, che si era anche fermato a bordo pista per problemi tecnici, prima di riuscire a chiudere la gara. Andrea De Cesaris si consolò col suo primo e unico giro veloce in carriera, quattordicesimo, e ultimo, per l'Alfa Romeo. La casa italiana non otteneva tale risultato dal Gran Premio di Spagna 1951.

### Risultati
I risultati del gran premio furono i seguenti:
| Pos | No | Pilota             | Costruttore             | Giri | Tempo/Ritiro              | Pos. Griglia | Punti |
| --- | -- | ------------------ | ----------------------- | ---- | ------------------------- | ------------ | ----- |
| 1   | 15 | Alain Prost        | Renault                 | 40   | 1h27'11"502               | 1            | 9     |
| 2   | 27 | Patrick Tambay     | Ferrari                 | 40   | + 23"182                  | 2            | 6     |
| 3   | 16 | Eddie Cheever      | Renault                 | 40   | + 39"869                  | 8            | 4     |
| 4   | 5  | Nelson Piquet      | Brabham-BMW             | 40   | + 42"295                  | 4            | 3     |
| 5   | 1  | Keke Rosberg       | Williams-Ford Cosworth  | 40   | + 50"480                  | 9            | 2     |
| 6   | 2  | Jacques Laffite    | Williams-Ford Cosworth  | 40   | + 1'33"107                | 11           | 1     |
| 7   | 35 | Derek Warwick      | Toleman-Hart            | 40   | + 1'58"539                | 22           |       |
| 8   | 36 | Bruno Giacomelli   | Toleman-Hart            | 40   | + 2'38"273                | 16           |       |
| 9   | 11 | Elio De Angelis    | Lotus-Renault           | 39   | + 1 giro                  | 13           |       |
| 10  | 34 | Johnny Cecotto     | Theodore-Ford Cosworth  | 39   | + 1 giro                  | 25           |       |
| 11  | 29 | Marc Surer         | Arrows-Ford Cosworth    | 39   | + 1 giro                  | 10           |       |
| 12  | 4  | Danny Sullivan     | Tyrrell-Ford Cosworth   | 39   | + 1 giro                  | 23           |       |
| 13  | 26 | Raul Boesel        | Ligier-Ford Cosworth    | 39   | + 1 giro                  | 26           |       |
| 14  | 3  | Michele Alboreto   | Tyrrell-Ford Cosworth   | 38   | + 2 giri                  | 17           |       |
| Rit | 8  | Niki Lauda         | McLaren-Ford Cosworth   | 33   | Cambio                    | 15           |       |
| Rit | 12 | Nigel Mansell      | Lotus-Renault           | 30   | Cambio                    | 19           |       |
| Rit | 22 | Andrea De Cesaris  | Alfa Romeo              | 25   | Iniezione                 | 3            |       |
| Rit | 33 | Roberto Guerrero   | Theodore-Ford Cosworth  | 23   | Motore                    | 14           |       |
| Rit | 28 | René Arnoux        | Ferrari                 | 22   | Motore                    | 5            |       |
| Rit | 31 | Corrado Fabi       | Osella-Ford Cosworth    | 19   | Ruota                     | 24           |       |
| Rit | 9  | Manfred Winkelhock | ATS-BMW                 | 18   | Incidente                 | 7            |       |
| Rit | 7  | John Watson        | McLaren-Ford Cosworth   | 8    | Collisione con J.P.Jarier | 20           |       |
| Rit | 25 | Jean-Pierre Jarier | Ligier-Ford Cosworth    | 8    | Collisione con J.Watson   | 21           |       |
| Rit | 30 | Thierry Boutsen    | Arrows-Ford Cosworth    | 4    | Sospensione               | 18           |       |
| Rit | 23 | Mauro Baldi        | Alfa Romeo              | 3    | Acceleratore              | 12           |       |
| Rit | 6  | Riccardo Patrese   | Brabham-BMW             | 0    | Motore                    | 6            |       |
| NQ  | 32 | Piercarlo Ghinzani | Osella-Alfa Romeo       |      |                           |              |       |
| NQ  | 17 | Eliseo Salazar     | RAM March-Ford Cosworth |      |                           |              |       |

## Classifiche

### Piloti
| Pos. | Pilota          | Punti |
| ---- | --------------- | ----- |
| 1    | Alain Prost     | 28    |
| 2    | Nelson Piquet   | 24    |
| 3    | Patrick Tambay  | 23    |
| 4    | Keke Rosberg    | 16    |
| 5    | John Watson     | 11    |
| 6    | Niki Lauda      | 10    |
| 7    | René Arnoux     | 8     |
| =    | Eddie Cheever   | 8     |
| 9    | Jacques Laffite | 8     |
| 10   | Marc Surer      | 4     |
| 11   | Danny Sullivan  | 2     |
| 12   | Mauro Baldi     | 1     |
| =    | Johnny Cecotto  | 1     |

### Costruttori
| Pos. | Team                   | Punti |
| ---- | ---------------------- | ----- |
| 1    | Renault                | 36    |
| 2    | Ferrari                | 31    |
| 3    | Brabham-BMW            | 24    |
| 4    | Williams-Ford Cosworth | 24    |
| 5    | McLaren-Ford Cosworth  | 21    |
| 6    | Arrows-Ford Cosworth   | 4     |
| 7    | Tyrrell-Ford Cosworth  | 2     |
| 8    | Alfa Romeo             | 1     |
| =    | Theodore-Ford Cosworth | 1     |

## Decisioni dei commissari
Al termine della gara la Williams presentò reclamo contro Alain Prost per il rabbocco di carburante, effettuato dalla Renault, tra la prima e seconda partenza. Il comportamento venne però giudicato corretto dai commissari che non modificarono la classifica finale.